# アリス・ザ・ワイルド
『アリス・ザ・ワイルド』は、モンキー・パンチ作の漫画及び、それを原作としたアニメ作品である。1977年に雑誌『映画ファン』（愛石書房）に連載され、OVAと衛星アニメとして2回アニメ化された。単行本は『映画ファン 5月臨時増刊号 アリス・ザ・ワイルド』のみ発売されている。

## アニメ

### OVA
1991年発売。タイトルは『アリス ～モンキー・パンチの世界～』。

#### スタッフ
- 製作：清松信夫
- 原作：モンキー・パンチ
- 企画：清松信夫、山崎敬之
- プロデューサー：高橋美光
- ディレクター：棚橋一徳
- 脚本：吉田十徳
- 絵コンテ：垂永士
- キャラクターデザイン・作画監督：柳野龍男
- アニメーター：柳野美代子
- 美術：水野尾純一
- 音楽：坂口博樹
- 音響監督：山田悦司
- 音響効果：音塾
- MA：豊田浩
- 編集：井上編集室
- 製作担当：河内藤江
- 録音制作：水野事務所
- タイトル：マキ・プロ
- 現像：イマジカ
- アシスタントディレクター：金子勝典
- 企画協力：キャンプ
- 制作協力：タカハシスタジオ
- 監督：青木悠三
- アニメーション制作：タカハシスタジオ
- 製作：東宝株式会社

#### キャスト
- アリス：勝生真沙子
- ドン次郎長：安原義人
- 博士：八奈見乗児
- 大政：二又一成
- シーゲル：緒方賢一
- 仙人：沢木郁也
- 辻谷耕史、子安武人、安永沙都子、他

### テレビアニメ
OVA版のリメイク作品。『モンキー・パンチ 漫画活動大写真』の中で放送された。